# Филип II фон Ербах-Ербах
Филип II фон Ербах-Ербах (на немски: Philipp II von Erbach-Erbach; * ок. 1430, † 21 април 1477 в Амберг) е шенк на Ербах в Ербах в Оденвалд и господар на Бикенбах.
Той е син на шенк Конрад VIII фон Ербах-Ербах († 5 юни 1464) и съпругата му Анна фон Бикенбах († 28 април 1451), дъщеря на Конрад VI фон Бикенбах, бургграф на Милтенберг († 1429) и втората му съпруга Юта фон Рункел († сл. 1418), дъщеря на Дитрих III фон Рункел († 1403) и Юта фон Сайн († сл. 1421). Баща му умира като монах на 5 юни 1464 г. в манастир Шьонау и е погребан там.
Филип II умира на 21 април 1477 г. в Амберг и е погребан в манастир Шьонау при Хайделберг, където до 1503 г. се погребват шенковете на Ербах.

## Фамилия
Филип II фон Ербах-Ербах се жени пр. 1462 г. за графиня Маргарета фон Хоенлое-Вайкерсхайм (* пр. 1462; † 19 февруари 1469), дъщеря на имперски граф Крафт V фон Хоенлое-Вайкерсхайм († 1472) и Маргарета фон Йотинген († 1472). Те имат четири деца:
- Еразмус фон Ербах-Ербах I. (* ок. 1466; † 1 септември 1503 в Ербах), женен на 30 октомври 1485 г. за графиня Елизабет фон Верденберг-Сарганс (* пр. 1485; † 20 декември 1536)
- Магдалена фон Ербах-Ербах (* пр. 1489; † 17 декември 1510), maid-of-honour в Хайделберг 1489
- Йохан фон Ербах-Ербах, архидякон в Св. Ламберт в Лиеж 1488
- Анна фон Ербах-Ербах († сл. 1519), майстерин на Конрадсдорф-Ветерау